# Flarktjärnen (Jörns socken, Västerbotten)
Flarktjärnen är en sjö i Skellefteå kommun i Västerbotten och ingår i Byskeälvens huvudavrinningsområde. Flarktjärnen ligger i Byskeälven Natura 2000-område.